# Cisterciënzerinnenklooster van Spermalie

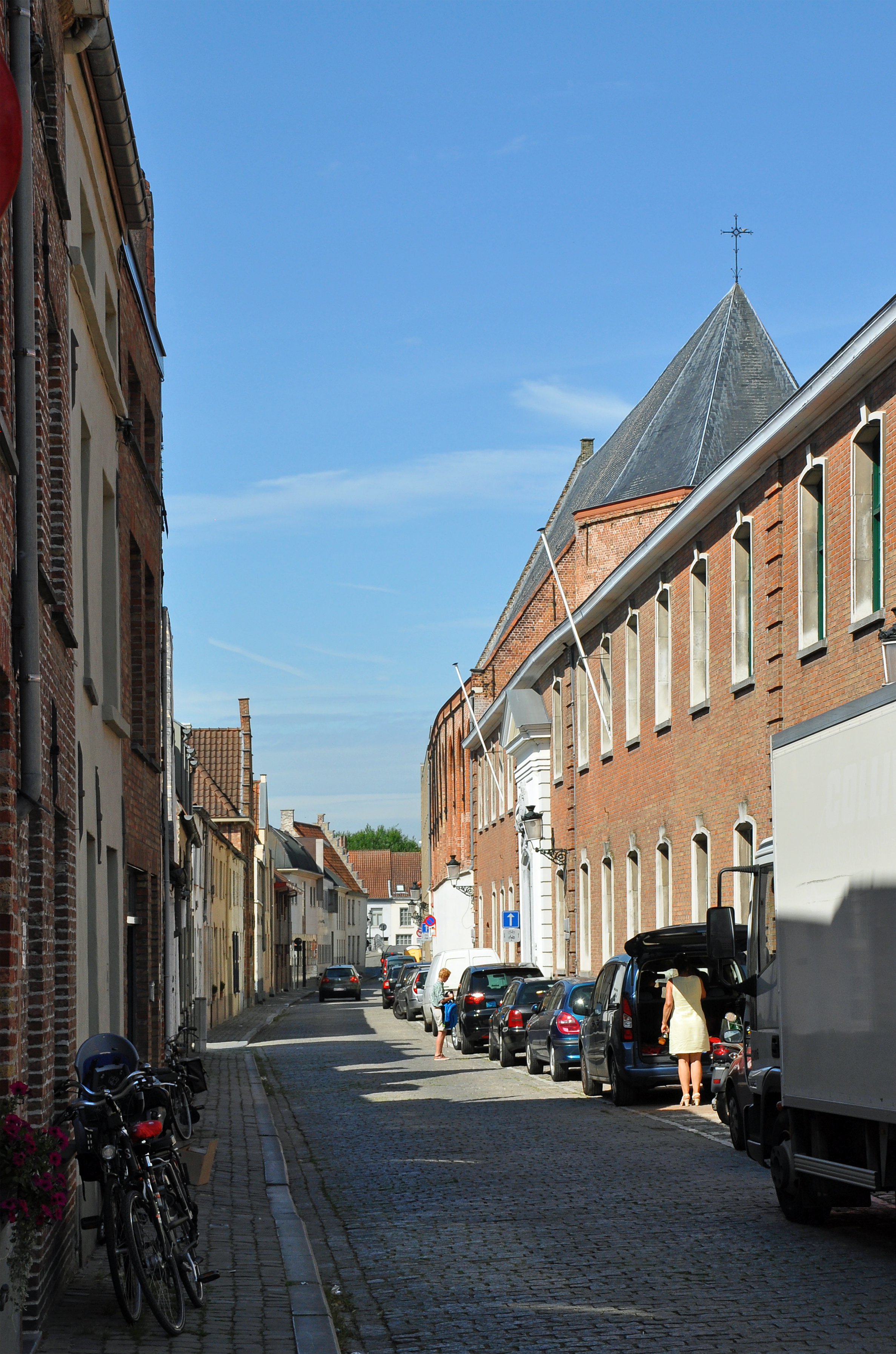
Snaggaardstraat met deel kloostercomplex en kapel

Het cisterciënzerinnenklooster van Spermalie is een voormalig klooster, gelegen aan de Snaggaardstraat 11 te Brugge, in het Seminariekwartier.

## Geschiedenis
De cisterciënzerinnen van de Spermalieabdij te Sijsele vluchtten, nadat hun abdij in 1578 door de Geuzen was verwoest, naar de stad Brugge. Ze kochten in 1600 het refugiehuis van de Abdij Onze-Lieve-Vrouw Ten Duinen, Duinenhof genaamd en vestigden zich er in 1607. In 1614 werd met nieuwbouw begonnen en in 1634 kwam de kloosterkerk gereed. Omstreeks 1640 was ook de kloostergang voltooid. Verdere klooster- en bedrijfsgebouwen werden in 1642 in gereedheid gebracht. In 1796 werd de abdij, tijdens de Franse bezetting, opgeheven. De gebouwen werden geconfisqueerd. In 1840 werden deze teruggekocht door de nieuw opgerichte Zusters van de Kindsheid van Maria. Dezen begonnen een bewaarschool en startten een onderwijsinstituut voor dove en blinde kinderen. In de loop van de eeuwen zijn verbouwingen en restauraties doorgevoerd. Ook tegenwoordig (2018) is dit Instituut Spermalie nog actief.

## Gebouwencomplex
Afgezien van enige recente nieuwbouw is het complex uiterlijk grotendeels in de staat van einde 18e eeuw.

### Kapel
De kloosterkapel is in laatgotische stijl, maar gezien de bouwperiode (1614-1634) de laatste gotische kerk die in Brugge gebouwd werd. Het is een driebeukig bakstenen kerkgebouw met een breed middenschip, smalle zijbeuken en een driezijdig gesloten koor. De kerk bevat enkele beelden uit de 17e en 18e eeuw (Madonna met Kind, Calvarieberg, gepolychromeerd houten kruisbeeld).

### Overig
De kloostergang is waarschijnlijk opgetrokken met materiaal van het voormalig klooster te Sijsele. Begin 20e eeuw werd er een bouwlaag aan toegevoegd. De westelijke kloostergang is 17e-eeuws, de oostelijke is 18e-eeuws. De noordelijke kloostergang is verbonden met de kapittelzaal, welke een interieur in renaissance- en barokachtige stijl vertoont.
De noordvleugel van het klooster is van het 2e kwart van de 17e eeuw en in het interieur vindt men nog een wapenschild van Spermalie van 1631.
Tot het complex behoren nog twee 17e-eeuwse huizen.